# Campionati del mondo di atletica leggera 2019 - Staffetta 4×400 metri mista
Le gare della staffetta 4×400 metri mista ai campionati del mondo di atletica leggera 2019 si sono svolte tra il 28 e il 29 settembre allo Stadio internazionale Khalifa di Doha, in Qatar. È la prima volta che tale specialità corsa da squadre formate da due uomini e due donne entra a far parte del programma della manifestazione.

## Podio
| Pos.    | Nazione                                                                   | Tempo   |
| ------- | ------------------------------------------------------------------------- | ------- |
| Oro     | Stati Uniti Wilbert London, Allyson Felix, Courtney Okolo, Michael Cherry | 3'09"34 |
| Argento | Giamaica Nathon Allen, Roneisha McGregor, Tiffany James, Javon Francis    | 3'11"78 |
| Bronzo  | Bahrein Musa Isah, Aminat Jamal, Salwa Eid Naser, Abbas Abubakar Abbas    | 3'11"82 |

## Situazione pre-gara

### Record
Prima di questa competizione non esisteva un record mondiale in questa specialità, ma il tempo di 3'13"20 ottenuto dalla squadra statunitense nel 2016 è considerato la prestazione da battere per registrare il nuovo record del mondo.
| Record                 | Prestazione | Atleta      | Data                                         | Competizione |
| ---------------------- | ----------- | ----------- | -------------------------------------------- | ------------ |
| Prestazione da battere | 3'13"20     | Stati Uniti | 29 luglio 2016 Eugene, Stati Uniti d'America |              |

## Risultati

### Batterie
Le batterie di qualificazione si sono tenute il 28 settembre 2019, suddivise in due turni, corsi alle 20:00 e alle 20:12.
I primi tre di ogni serie (Q) e i due tempi migliori tra gli esclusi (q) si qualificano alla finale.
| Pos. | Batteria | Corsia | Nazione       | Atleti                                                                                      | Tempo   | Note             |
| ---- | -------- | ------ | ------------- | ------------------------------------------------------------------------------------------- | ------- | ---------------- |
| 1    | 1        | 6      | Stati Uniti   | Tyrell Richard, Jessica Beard, Jasmine Blocker, Obi Igbokwe                                 | 3'12"42 | Q                |
| 2    | 1        | 7      | Giamaica      | Nathon Allen, Janieve Russell, Roneisha McGregor, Javon Francis                             | 3'12"73 | Q                |
| 3    | 1        | 2      | Bahrein       | Musa Isah, Aminat Jamal, Salwa Eid Naser, Abbas Abubakar Abbas                              | 3'12"74 | Q                |
| 4    | 1        | 8      | Gran Bretagna | Rabah Yousif, Zoey Clark, Emily Diamond, Martyn Rooney                                      | 3'12"80 | q                |
| 5    | 2        | 8      | Polonia       | Wiktor Suwara, Anna Kiełbasińska, Małgorzata Hołub-Kowalik, Rafał Omelko                    | 3'15"47 | Q                |
| 6    | 2        | 3      | Brasile       | Anderson Freitas Henriques, Tiffani Silva Marinho, Geisa Aparecida Coutinho, Lucas Carvalho | 3'16"12 | Q                |
| 7    | 2        | 2      | India         | Yahiya Muhammed Anas, Velluva Koroth Vismaya, Jisna Mathew, Noah Nirmal Tom                 | 3'16"14 | Q                |
| 8    | 2        | 5      | Belgio        | Robin Vanderbemden, Camille Laus, Imke Vervaet, Dylan Borlée                                | 3'16"16 | q                |
| 9    | 2        | 6      | Italia        | Edoardo Scotti, Giancarla Trevisan, Raphaela Lukudo, Brayan Lopez                           | 3'16"52 |                  |
| 10   | 1        | 9      | Canada        | Austin Cole, Aiyanna-Brigitte Stiverne, Madeline Price, Philip Osei                         | 3'16"76 | Record nazionale |
| 11   | 2        | 7      | Kenya         | Alphas Leken Kishoyian, Gladys Musyoki, Mary Moraa, Alexander Lerionka Sampao               | 3'07"09 |                  |
| 12   | 1        | 4      | Francia       | Mame-Ibra Anne, Amandine Brossier, Agnès Raharolahy, Thomas Jodier                          | 3'17"17 | Record nazionale |
| 13   | 1        | 3      | Ucraina       | Danylo Danylenko, Tetyana Melnyk, Kateryna Klymiuk, Oleksiy Pozdnyakov                      | 3'17"50 |                  |
| 14   | 2        | 4      | Germania      | Marvin Schlegel, Luna Bulmahn, Karolina Pahlitzsch, Manuel Sanders                          | 3'17"85 |                  |
| 15   | 1        | 5      | Rep. Ceca     | Jan Tesař, Lada Vondrová, Tereza Petržilková, Patrik Šorm                                   | 3'18"01 |                  |
| 16   | 2        | 9      | Giappone      | Seika Aoyama, Kota Wakabayashi, Tomoya Tamura, Saki Takashima                               | 3'18"77 | Record nazionale |

### Finale
La finale si è svolta il 29 settembre alle 22:35.
| Pos.    | Corsia | Nazione       | Atleti                                                                           | Tempo   | Note                                     |
| ------- | ------ | ------------- | -------------------------------------------------------------------------------- | ------- | ---------------------------------------- |
| Oro     | 5      | Stati Uniti   | Wilbert London, Allyson Felix, Courtney Okolo, Michael Cherry                    | 3'09"34 | Record mondiale                          |
| Argento | 4      | Giamaica      | Nathon Allen, Roneisha McGregor, Tiffany James, Javon Francis                    | 3'11"78 | Record nazionale                         |
| Bronzo  | 9      | Bahrein       | Musa Isah, Aminat Jamal, Salwa Eid Naser, Abbas Abubakar Abbas                   | 3'11"82 | Record asiatico                          |
| 4       | 3      | Gran Bretagna | Rabah Yousif, Zoey Clark, Emily Diamond, Martyn Rooney                           | 3'12"27 | Record europeo                           |
| 5       | 7      | Polonia       | Wiktor Suwara, Rafał Omelko, Iga Baumgart-Witan, Justyna Święty-Ersetic          | 3'12"33 | Record nazionale                         |
| 6       | 2      | Belgio        | Dylan Borlée, Hanne Claes, Camille Laus, Kevin Borlée                            | 3'14"22 | Record nazionale                         |
| 7       | 8      | India         | Yahiya Muhammed Anas, Velluva Koroth Vismaya, Jisna Mathew, Noah Nirmal Tom      | 3'15"77 | Miglior prestazione personale stagionale |
| 8       | 6      | Brasile       | Lucas Carvalho, Tiffani Silva Marinho, Geisa Aparecida Coutinho, Alexander Russo | 3'16"22 |                                          |